# Élections générales haïtiennes de 1990-1991
Les élections générales de 1990-1991 à Haïti furent les premières consultations électorales réellement démocratiques organisées en décembre 1990 et janvier 1991 à Haïti sous la présidence de Madame Ertha Pascal-Trouillot, première femme présidente d'Haïti. Ces élections donnèrent la victoire au candidat du parti Fanmi Lavalas, Jean-Bertrand Aristide.

## Contexte politique
Avec le vote massif en faveur de la Constitution d'Haïti de 1987 le 29 mars 1987 par 99,8 % de Oui, Haïti entra officiellement dans la transition démocratique. Ce passage de l’arbitraire à l’État de droit, connaîtra un certain nombre de péripéties parfois sanglantes. En effet, la première consultation électorale (novembre 1987) de l’ère démocratique en Haïti a avorté à la suite d’un massacre. Le pouvoir démocratiquement élu les 16 décembre 1990 (premier tour) et 20 janvier 1991 (second tour) sera installé officiellement le 7 février 1991. Cette courte période démocratique sera brutalement arrêtée par le coup d’État sanglant du 30 septembre 1991 du général Raoul Cédras.

## Chronologie des élections générales de 1990-1991
- 16 décembre 1990 	Premier tour des élections présidentielle et législatives.
- 24 décembre 1990 	Le Conseil électoral confirme la victoire du père Jean-Bertrand Aristide à l'élection présidentielle (victoire annoncée par la projection réalisée par l’ONU et l’Organisation des États américains).
- 6 - 7 janvier 1991 	Tentative de coup d’État de Roger Lafontant. Cet officier sera mis aux arrêts.
- 20 janvier 1991 	Second tour des élections au Sénat et à la Chambre des députés.
- 7 février 1991 	Prestation de serment du nouveau Président Aristide. René Préval est nommé premier ministre.

## Résultats de l'élection présidentielle
| Candidats (Partis et formations politiques) | Bulletins exprimés | Pourcentage |
| --- | ------------------ | ----------- |
| Jean-Bertrand Aristide (FNCD) | 1.107.125          | 67,48       |
| Marc Bazin (ANDP) | 223.277            | 14,22       |
| Louis Déjoie Jr. (PAIN) | 80.057             | 4,88        |
| Hubert de Ronceray (MDN) | 54.871             | 3,34        |
| Sylvio Claude (PDCH) | 49.149             | 3,00        |
| René Théodore (MRN) | 30.064             | 1,83        |
| Thomas Désulmé (PNT) | 27.362             | 1,67        |
| Volvick Rémy Joseph (MKN) | 21.351             | 1,30        |
| François Latorture (MODELH-PRDH) | 15.006             | 0,92        |
| Richard Vladimir Jeanty (PARADIS) | 12.296             | 0,75        |
| Fritz Simon (Ind) | 10.117             | 0,62        |
| Total | 1 640 729          | 100,00 %    |
| Source: Political Database of the Americas (1999) Haiti: 1990 Presidential Election Results / Résultats de l'élection présidentielle de 1990. Sources : Université de Georgetown et Organisation des États Américains. Lien externe : http://pdba.georgetown.edu/Elecdata/Haiti/90pres.html 21 décembre 2000. |                    |             |

## Résultats des élections législatives de 1990-1991
| Partis et formations politiques | Bulletins exprimés | Pourcentage | Chambre des députés | Sénat |
| --- | ------------------ | ----------- | ------------------- | ----- |
| Front National pour le Changement et la Démocratie (FNCD) |                    |             | 27                  | 13    |
| Alliance Nationale pour la Démocratie et le Progrès (ANDP) |                    |             | 17                  | 6     |
| Rassemblement des démocrates nationaux progressistes (RDNP) |                    |             | 13                  | 4     |
| Parti Agricole et Industriel National (PAIN) |                    |             | 6                   | 2     |
| Mouvement pour la reconstruction nationale (MRN) |                    |             | 5                   | 1     |
| Mobilisation pour le Développement National (MDN) |                    |             | 5                   | —     |
| Parti National du Travail (PNT) |                    |             | 3                   | 1     |
| Mouvement de la Libération d'Haïti - Parti Révolutionnaire d'Haïti (MODELH-PRDH) |                    |             | 2                   | —     |
| Mouvement Koumbite National (MKN) |                    |             | 2                   | —     |
| Total |                    | 100,00 %    | 81*                 | 27    |
| * Deux sièges sont restés vacants à pourvoir par des élections. Source: Political Database of the Americas (1999) Haiti: 1990/91 Legislative Election Results / Résultats des élections législatives de 1990/91. Sources : Université de Georgetown et Organisation des États Américains. Lien externe : http://pdba.georgetown.edu/Elecdata/Haiti/91legis.html 21 décembre 2000. |                    |             |                     |       |